# Mistrzostwa Świata w Lekkoatletyce 1987 – maraton kobiet

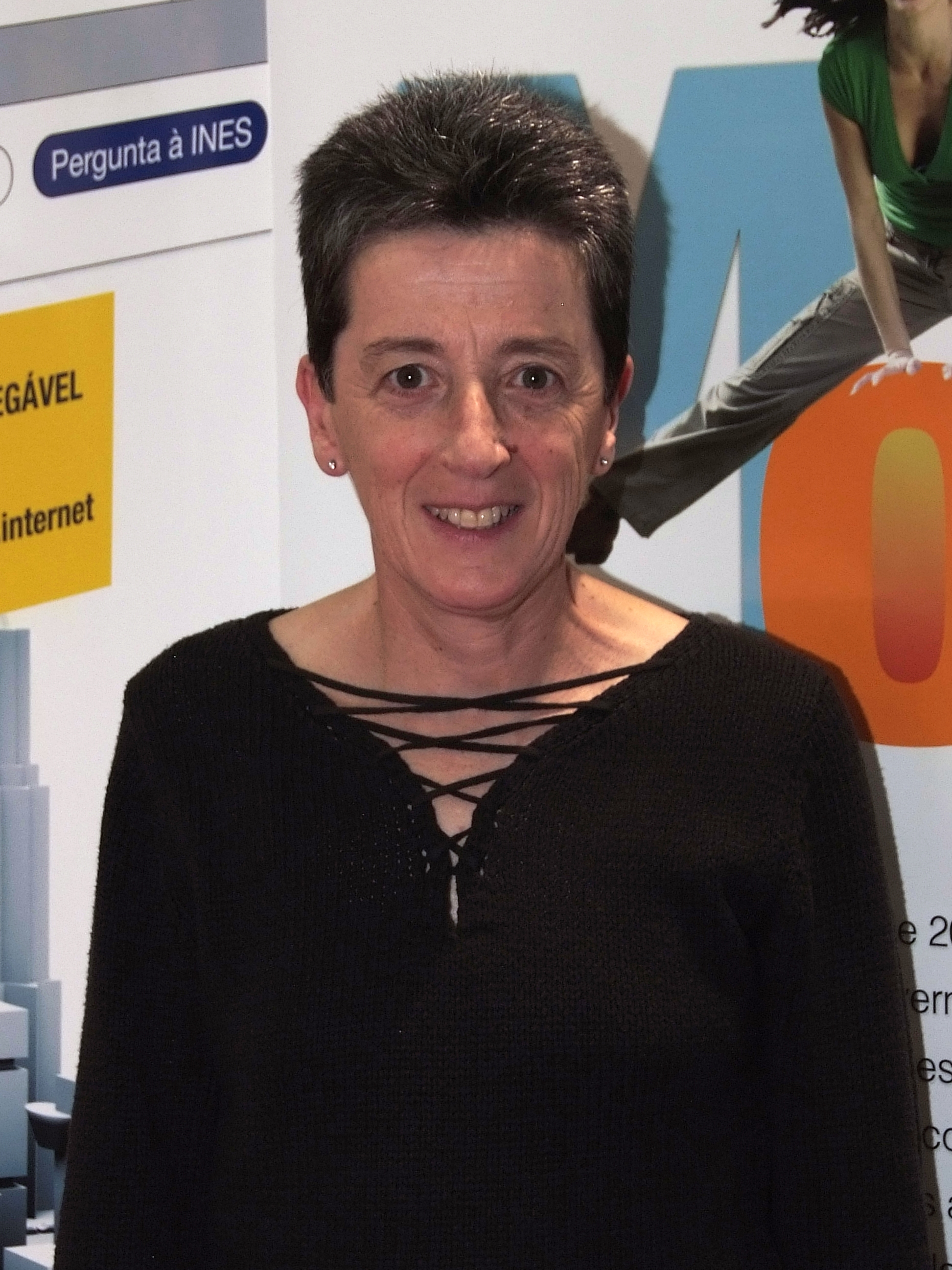
Mistrzyni świata Rosa Mota

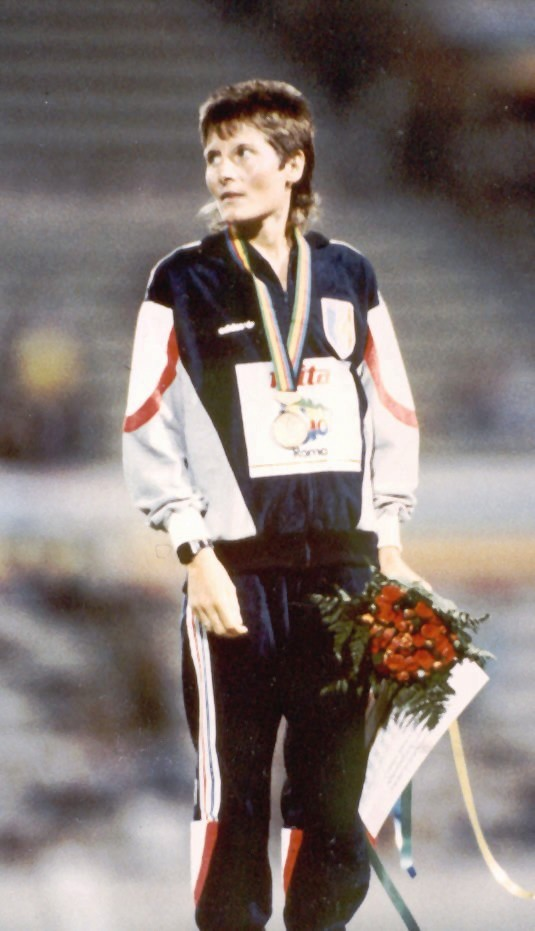
Brązowa medalistka Jocelyne Villeton

Bieg maratoński kobiet – jedna z konkurencji biegowych rozgrywanych podczas lekkoatletycznych mistrzostw świata w 1987. Start i meta znajdowały się na Stadionie Olimpijskim w Rzymie.
Zwyciężczynią została Rosa Mota z Portugalii. Tytułu zdobytego na poprzednich mistrzostwach nie broniła Grete Waitz z Norwegii.

## Terminarz
| Data        |       |
| ----------- | ----- |
| 29 sierpnia | Finał |

## Rekordy
|                          | Zawodniczka        | Wynik   | Miejsce  | Data                  |
| ------------------------ | ------------------ | ------- | -------- | --------------------- |
| Rekord świata            | Ingrid Kristiansen | 2:21:06 | Londyn   | 21 kwietnia 1985(dts) |
| Rekord mistrzostw świata | Grete Waitz        | 2:28:09 | Helsinki | 7 sierpnia 1983(dts)  |

## Wyniki

### Finał
| Poz. | Imię i nazwisko          | Narodowość        | Wynik   | Uwagi |
| ---- | ------------------------ | ----------------- | ------- | ----- |
| 1    | Rosa Mota                | Portugalia        | 2:25:17 | CR    |
| 2    | Zoja Iwanowa             | ZSRR              | 2:32:38 |       |
| 3    | Jocelyne Villeton        | Francja           | 2:32:53 |       |
| 4    | Bente Moe                | Norwegia          | 2:33:21 |       |
| 5    | Alena Cuchło             | ZSRR              | 2:33:55 |       |
| 6    | Jekatierina Chramienkowa | ZSRR              | 2:34:23 |       |
| 7    | Nancy Ditz               | Stany Zjednoczone | 2:34:54 |       |
| 8    | Sinikka Keskitalo        | Finlandia         | 2:35:16 |       |
| 9    | Karolina Szabó           | Węgry             | 2:36:18 |       |
| 10   | Miyuki Yamashita         | Japonia           | 2:36:55 |       |
| 11   | Angie Pain               | Wielka Brytania   | 2:38:12 |       |
| 12   | Antonella Bizioli        | Włochy            | 2:38:52 |       |
| 13   | Mercedes Calleja         | Hiszpania         | 2:38:58 |       |
| 14   | Uta Pippig               | NRD               | 2:39:30 |       |
| 15   | Agnes Pardaens           | Belgia            | 2:39:52 |       |
| 16   | Odette Lapierre          | Kanada            | 2:40:20 |       |
| 17   | Paula Fudge              | Wielka Brytania   | 2:42:42 |       |
| 18   | Genoveva Eichenmann      | Szwajcaria        | 2:43:07 |       |
| 19   | Maria Luisa Irizar       | Hiszpania         | 2:43:54 |       |
| 20   | Emma Scaunich            | Włochy            | 2:44:32 |       |
| 21   | Evy Palm                 | Szwecja           | 2:44:41 |       |
| 22   | Véronique Marot          | Wielka Brytania   | 2:45:02 |       |
| 23   | Gabriela Wolf            | RFN               | 2:45:13 |       |
| 24   | Christine Kennedy        | Irlandia          | 2:45:47 |       |
| 25   | Hazel Stewart            | Nowa Zelandia     | 2:48:41 |       |
| 26   | Eriko Asai               | Japonia           | 2:48:44 |       |
| 27   | Marcianne Mukamurenzi    | Rwanda            | 2:49:38 | NR    |
| 28   | Rita Borralho            | Portugalia        | 2:52:26 |       |
| 29   | Dorothy Goertzen         | Kanada            | 2:53:11 |       |
| 30   | Lia Melis                | Aruba             | 2:59:51 |       |
| 31   | Gina Coello              | Honduras          | 3:01:53 | NR    |
| 32   | María del Pilar          | Gwatemala         | 3:16:20 |       |
| 33   | Julie Ogborn             | Guam              | 3:30:56 |       |
| –    | Angélica de Almeida      | Brazylia          | DNF     |       |
| –    | Kim Jones                | Stany Zjednoczone | DNF     |       |
| –    | Renata Kokowska          | Polska            | DNF     |       |
| –    | Rita Marchisio           | Włochy            | DNF     |       |
| –    | Lisa Martin              | Australia         | DNF     |       |
| –    | Maria Rebelo             | Francja           | DNF     |       |
| –    | Monika Schäfer           | RFN               | DNF     |       |
| –    | Susan Stone              | Kanada            | DNF     |       |
| –    | Cathy Twomey             | Stany Zjednoczone | DNF     |       |